# Basavanapura, Bangalore South
Basavanapura là một làng thuộc tehsil Bangalore South, huyện Bangalore Urban, bang Karnataka, Ấn Độ.